# العلاقات الساموية الفيجية
العلاقات الساموية الفيجية هي العلاقات الثنائية التي تجمع بين ساموا وفيجي.

## مقارنة بين البلدين
هذه مقارنة عامة ومرجعية للدولتين:
| وجه المقارنة                                              | ساموا                        | فيجي                                                                 |
| --------------------------------------------------------- | ---------------------------- | -------------------------------------------------------------------- |
| المساحة (كم2)                                             | 2.84 ألف                     | 18.27 ألف                                                            |
| عدد السكان (نسمة)                                         | 196.44 ألف                   | 915.30 ألف                                                           |
| الكثافة السكانية (ن./كم²)                                 | 69.17                        | 50.1                                                                 |
| العاصمة                                                   | أبيا                         | سوفا                                                                 |
| اللغة الرسمية                                             | لغة إنجليزية، اللغة الساموية | لغة إنجليزية، اللغة الفيجية، اللغة الفيجي الهندية، اللغة الهندستانية |
| العملة                                                    | تالا ساموي                   | دولار فيجي                                                           |
| الناتج المحلي الإجمالي (بليون دولار)                      | 856.63 مليون                 | 5.06 مليار                                                           |
| الناتج المحلي الإجمالي (تعادل القوة الشرائية) بليون دولار | 1.15 مليار                   | 8.32 مليار                                                           |
| الناتج المحلي الإجمالي الاسمي للفرد دولار أمريكي          | 3.94 ألف                     | 4.96 ألف                                                             |
| الناتج المحلي الإجمالي للفرد دولار أمريكي                 | 5.79 ألف                     | 8.79 ألف                                                             |
| مؤشر التنمية البشرية                                      | 0.702                        | 0.727                                                                |
| رمز المكالمات الدولي                                      | +685                         | +679                                                                 |
| رمز الإنترنت                                              | .ws                          | .fj                                                                  |
| المنطقة الزمنية                                           | ت ع م+13:00                  | ت ع م+12:00                                                          |

## منظمات دولية مشتركة
يشترك البلدان في عضوية مجموعة من المنظمات الدولية، منها:
| علم المنظمة | اسم المنظمة                                 | تاريخ انضمام ساموا | تاريخ انضمام فيجي |
| ----------- | ------------------------------------------- | ------------------ | ----------------- |
|             | تحالف الدول الجزرية الصغيرة                 | ?                  | ?                 |
|             | الاتحاد البريدي العالمي                     | ?                  | ?                 |
|             | بنك التنمية الآسيوي                         | 1966               | 1970              |
|             | يونسكو                                      | 3 أبريل 1981       | 14 يوليو 1983     |
|             | البنك الدولي للإنشاء والتعمير               | 28 يونيو 1974      | 28 مايو 1971      |
|             | منظمة التجارة العالمية                      | ?                  | ?                 |
|             | وكالة ضمان الاستثمار متعدد الأطراف          | 27 سبتمبر 2002     | 24 سبتمبر 1990    |
|             | الاتحاد الدولي للاتصالات                    | 7 أكتوبر 1988      | 5 مايو 1971       |
|             | منظمة الشرطة الجنائية الدولية               | ?                  | ?                 |
|             | مؤسسة التمويل الدولية                       | 28 يونيو 1974      | 12 يوليو 1979     |
|             | الأمم المتحدة                               | 15 ديسمبر 1976     | 13 أكتوبر 1970    |
|             | مجموعة دول أفريقيا والكاريبي والمحيط الهادئ | ?                  | ?                 |
|             | مؤسسة التنمية الدولية                       | 28 يونيو 1974      | 29 سبتمبر 1972    |
|             | منظمة حظر الأسلحة الكيميائية                | ?                  | ?                 |
|             | المركز الدولي لتسوية المنازعات الاستشارية   | 25 مايو 1978       | 10 سبتمبر 1977    |

## وصلات خارجية
- موقع وزارة الخارجية الفيجية